# Biathlon-Weltmeisterschaften 1994
Bei den 29. Biathlon-Weltmeisterschaften wurden 1994 aufgrund der im selben Jahr stattfindenden Olympischen Winterspiele nur die nichtolympischen Wettbewerbe im Mannschaftswettkampf ausgetragen. Als Veranstaltungsort wurde das Canmore Nordic Centre im kanadischen Canmore ausgewählt, womit die Biathlon-Weltmeisterschaften zum ersten Mal überhaupt in Kanada abgehalten wurden. Dort waren 1988 bereits die Biathlon- und Langlaufwettbewerbe der Olympischen Winterspiele ausgetragen worden.
Eine Änderung gab es in der Distanz des Wettbewerbs. Die Männer hatten nur noch zehn anstatt zwanzig Kilometer zu absolvieren, bei den Frauen wurde die Streckenlänge von fünfzehn auf 7,5 Kilometer verkürzt.

## Resultate Männer

### Mannschaft
| Platz | Land/Sportler                                                                                  | Zeit [min] | Schießfehler |
| ----- | ---------------------------------------------------------------------------------------------- | ---------- | ------------ |
| 01    | Italien 0000Pieralberto Carrara 0000Hubert Leitgeb 0000Andreas Zingerle 0000Wilfried Pallhuber | 26:26,5    | 4 1 0 2 1    |
| 02    | Russland 0000Wladimir Dratschow 0000Alexei Kobelew 0000Waleri Kirijenko 0000Sergei Tarassow    | 26:27,8    | 4 1 0 1 2    |
| 03    | Deutschland 0000Jens Steinigen 0000Marco Morgenstern 0000Peter Sendel 0000Steffen Hoos         | 26:34,3    | 2 0 1 0 1    |
| 04    | Norwegen 0000Sylfest Glimsdal 0000Ole Einar Bjørndalen 0000Halvard Hanevold 0000Jon Åge Tyldum | 27:50,9    | 5 1 0 3 1    |
| 05    | Tschechien 0000Tomáš Kos 0000Ivan Masařík 0000Petr Garabík 0000Jiří Holubec                    | 28:07,3    | 6 0 3        |
| 06    | Österreich 0000Ludwig Gredler 0000Wolfgang Perner 0000Alfred Eder 0000Hannes Obererlacher      | 28:12,1    | 8 0 4 2      |
| 07    | Slowenien 0000Jože Poklukar 0000Matjaž Poklukar 0000Jure Velepec 0000Janez Ožbolt              | 28:47,5    | 6 1 3 1      |
| 08    | Frankreich 0000Xavier Blond 0000Gilles Marguet 0000Lionel Laurent 0000Stéphane Bouthiaux       | 28:55,55   | 6 1 3 1      |
| 09    | Belarus 0000Aleh Ryschankou 0000Wadsim Saschuryn 0000Wiktor Maigurow 0000Aljaksandr Papou      | 29:04,8    | 1 0 1 0      |
| 10    | Großbritannien 0000Jason Sklenar 0000Kenneth Rudd 0000Ian Woods 0000Michael Dixon              | 29:20,4    | 6 2 1        |
| …     |                                                                                                |            |              |

Datum: 15. März 1994

## Resultate Frauen

### Mannschaft
| Platz | Land/Sportlerinnen                                                                                   | Zeit [min] | Schießfehler |
| ----- | --- | ---------- | ------------ |
| 1     | Belarus 0000Natallja Permjakawa 0000Natallja Ryschankowa 0000Iryna Kakujewa 0000Swjatlana Paramyhina | 23:37,1    | 4 2 1 0      |
| 2     | Norwegen 0000Ann Elen Skjelbreid 0000Åse Idland 0000Anette Sikveland 0000Hildegunn Fossen            | 23:47,6    | 6 0 1 4      |
| 3     | Frankreich 0000Emmanuelle Claret 0000Nathalie Beausire 0000Corinne Niogret 0000Véronique Claudel     | 23:57,7    | 2 0 2 0      |
| 4     | Deutschland 0000Antje Harvey 0000Simone Greiner-Petter-Memm 0000Uschi Disl 0000Petra Schaaf          | 24:48,2    | 8 1 2 3 2    |
| 5     | Vereinigte Staaten 0000Laurie Tavares 0000Gillian Sharp 0000Joan Smith 0000Beth Coats                | 25:02,4    | 6 1 3 1      |
| 6     | Kanada 0000Lise Meloche 0000Yvonne Visser 0000Kristin Berg 0000Jane Isakson                          | 25:28,1    | 4 1 0 3 0    |
| DNF   | Russland 0000Luisa Noskowa 0000Natalja Snytina 0000Jelena Belowa 0000Nadeschda Talanowa              |            |              |

Datum: 15. März 1994

## Medaillenspiegel
| Platz | Nation      | Gold | Silber | Bronze | Gesamt |
| ----- | ----------- | ---- | ------ | ------ | ------ |
| 1     | Italien     | 1    | 0      | 0      | 1      |
| 1     | Belarus     | 1    | 0      | 0      | 1      |
| 3     | Russland    | 0    | 1      | 0      | 1      |
| 3     | Norwegen    | 0    | 1      | 0      | 1      |
| 5     | Deutschland | 0    | 0      | 1      | 1      |
| 5     | Frankreich  | 0    | 0      | 1      | 1      |

| Platz | Land        | Athlet              | Gold | Silber | Bronze | Gesamt |
| ----- | ----------- | ------------------- | ---- | ------ | ------ | ------ |
| 1     | Italien     | Pieralberto Carrara | 1    | 0      | 0      | 1      |
| 1     | Italien     | Hubert Leitgeb      | 1    | 0      | 0      | 1      |
| 1     | Italien     | Andreas Zingerle    | 1    | 0      | 0      | 1      |
| 1     | Italien     | Wilfried Pallhuber  | 1    | 0      | 0      | 1      |
| 5     | Russland    | Wladimir Dratschow  | 0    | 1      | 0      | 1      |
| 5     | Russland    | Alexei Kobelew      | 0    | 1      | 0      | 1      |
| 5     | Russland    | Waleri Kirijenko    | 0    | 1      | 0      | 1      |
| 5     | Russland    | Sergei Tarassow     | 0    | 1      | 0      | 1      |
| 9     | Deutschland | Jens Steinigen      | 0    | 0      | 1      | 1      |
| 9     | Deutschland | Marco Morgenstern   | 0    | 0      | 1      | 1      |
| 9     | Deutschland | Peter Sendel        | 0    | 0      | 1      | 1      |
| 9     | Deutschland | Steffen Hoos        | 0    | 0      | 1      | 1      |

| Platz | Land       | Athletin             | Gold | Silber | Bronze | Gesamt |
| ----- | ---------- | -------------------- | ---- | ------ | ------ | ------ |
| 1     | Belarus    | Natallja Permjakawa  | 1    | 0      | 0      | 1      |
| 1     | Belarus    | Iryna Kakujewa       | 1    | 0      | 0      | 1      |
| 1     | Belarus    | Natallja Ryschankowa | 1    | 0      | 0      | 1      |
| 1     | Belarus    | Swjatlana Paramyhina | 1    | 0      | 0      | 1      |
| 5     | Norwegen   | Ann Elen Skjelbreid  | 0    | 1      | 0      | 1      |
| 5     | Norwegen   | Åse Idland           | 0    | 1      | 0      | 1      |
| 5     | Norwegen   | Anette Sikveland     | 0    | 1      | 0      | 1      |
| 5     | Norwegen   | Hildegunn Fossen     | 0    | 1      | 0      | 1      |
| 9     | Frankreich | Emmanuelle Claret    | 0    | 0      | 1      | 1      |
| 9     | Frankreich | Nathalie Beausire    | 0    | 0      | 1      | 1      |
| 9     | Frankreich | Corinne Niogret      | 0    | 0      | 1      | 1      |
| 9     | Frankreich | Véronique Claudel    | 0    | 0      | 1      | 1      |